# پارمیدا قاسمی
پارمیدا قاسمی (متولد ۱۳۷۱ در تهران) تیرانداز با کمان اهل ایران است.

## برداشتن حجاب اجباری
پارمیدا قاسمی، عضو تیم ملی تیر و کمان ایران و عضو تیم سنگ آهن بافق در رشته ریکرو، بر روی سکوی اهدای مدال در مراسم اختتامیه لیگ تیروکمان جام خلیج فارس در تهران، در سرپیچی آشکار از حجاب اجباری، روسری را از سر برداشت. او همراه با هم‌تیمی‌هایش با کسب ۸ امتیاز در رده اول قرار گرفت و قهرمان شد.